# Karlovacs stadsmuseum
Karlovacs stadsmuseum (kroatiska: Gradski muzej Karlovac) är ett stadsmuseum i Karlovac i Kroatien. Museet etablerades år 1904 och är inrymt i en centralt belägen barockbyggnad med rötter från 1600-talet. I museet berättas stadens historia med hjälp av permanenta utställningar.  

## Historia
I slutet av 1800-talet togs de första stegen till att inrätta ett museum i den dåvarande österrikisk-ungerska staden Karlovac. Det dröjde dock till den 18 december 1904 innan Karlovacs stadsfullmäktige i ett yttrande bekräftade behovet av ett stadsmuseum. För ändamålet beviljade stadsfullmäktige 500 kronor. På grund av otillräckliga ekonomiska medel inleddes dock inga direkta museiaktiviteter. Först år 1911 grundades en museikommitté med uppgift att samla in material som skulle rymmas i ett tillfälligt tilldelat rum på andra våningen i stadshuset. Verksamheten för att samla in objekt avbröts under första världskriget och återupptogs inte förrän efter andra världskriget, närmare bestämt år 1952, då professor Ivana Vrbanić anställdes som den första professionella kuratorn. Nästkommande år (1953) flyttade museet till nuvarande lokaler i Karlovacs historiska stadskärna. Museet slogs snart samman med Karlovacs målningsgalleri som i sin tur hade grundats den 12 juli 1945 som den första galleriinstitutionen i Kroatien efter andra världskriget.

## Utställningar
Karlovacs historia presenteras genom fem permanenta utställningar:
- Arkeologiska samlingen
- Historiska samlingen
- Kulturhistoriska samlingen
- Etnologiska samlingen
- Gallerisamlingen (inhyst i en enskild lokal)

## Platser
En del av museets utställningar är förlagda till andra platser än huvudbyggnaden i stadskärnan. Karlovacs stadsmuseum har utställningar på följande platser:
- Vjekoslav Karas galleri (gatuadress: Ljudevita Šestića 3.)
- Hemlandskrigets museum i Karlovac-Turanj
- Dubovacborgen
- Topuskos lapidarium (beläget i Hotel Topusko i Topusko.)
- Familjen Ribars minneshus (beläget i Vukmanić.)

## Museibyggnaden
Karlovacs stadsmuseum är sedan år 1953 inrymt i Frankopan-palatset som är ett av de äldsta bevarade högreståndsbostäderna i Zvijezda (Karlovacs historiska stadskärna). Den kulturmärkta byggnaden uppfördes ursprungligen på order av general Vuk Krsto Frankopan (1578–1652) under 1600-talet första hälft och bär stildrag från barocken. Det är en tvåvåningsbyggnad med en stor portal, vitputsad fasad och karaktäristiskt stort tak.  